# 27709 Оренбург
27709 Оренбург (27709 Orenburg) — астероїд головного поясу, відкритий 13 лютого 1988 року.
Тіссеранів параметр щодо Юпітера — 3,230.
Названий на честь російського міста Оренбург